# Syssphinx propinqua
Syssphinx propinqua är en fjärilsart som beskrevs av Eugène Louis Bouvier 1923. Syssphinx propinqua ingår i släktet Syssphinx och familjen påfågelsspinnare. Inga underarter finns listade i Catalogue of Life.